# Lisowo (Podlachie)
Pour les articles homonymes, voir Lisowo.
Lisowo est un village de Pologne, situé dans la gmina de 	Drohiczyn, dans le Powiat de Siemiatycze, dans la voïvodie de Podlachie.

## Histoire
Selon le recenssement de la commune de 1921, ont habité dans le village 420 personnes, dont 2900 étaient catholiques, 8 orthodoxes, et 6 judaïques. Parallèlement, 304 habitants ont déclaré avoir la nationalité polonaise, 5 la nationalité biélorusse. Dans le village, il y avait 37 bâtiments habitables.

## Source
- (en) Cet article est partiellement ou en totalité issu de l’article de Wikipédia en anglais intitulé « Lisowo, Podlaskie Voivodeship » (voir la liste des auteurs).